# Тесиджер, Фредерик, 1-й виконт Челмсфорд
Фредерик Джон Нейпир Тесиджер (12 августа 1868 года — 1 апреля 1933 года) — британский аристократ и государственный деятель, 3-й барон Челмсфорд с 1905 года, 1-й виконт Челмсфорд с 1921 года. Занимал пост губернатора Квинсленда с 1905 по 1909 год, губернатора Нового Южного Уэльса с 1909 по 1913 год и вице-короля Индии с 1916 по 1921 год, где был ответственен за проведение реформ Монтегю-Челмсфорда. После недолгого пребывания на посту первого лорда Адмиралтейства в правительстве Рамси Макдональда, он был назначен генеральным агентом в Новом Южном Уэльсе правительством Джека Лэнга перед его уходом в отставку.

## Ранняя жизнь
Тесиджер родился 12 августа 1868 года в Лондоне, в семье Фредерика Тезигера, 2-го барона Челмсфорда, и Адрии Хит. Он получил образование в Винчестерском колледже и колледже Магдалины в Оксфорде, получив степень бакалавра искусств с отличием в области права в 1891 году. Тесиджер был избран членом Колледжа всех душ (1892—1899). В 1893 году он был приглашен в коллегию адвокатов Иннер Темпл для занятия юридической практикой. Он вступил в армейские добровольческие силы в качестве офицера в 1-м добровольческом батальоне Дорсетского полка и 13 сентября 1902 года был произведен в капитаны.
Заядлый игрок в крикет, он был капитаном команды «Оксфорд XI», а также выступал за "Мидлсекс".
С 1904 по 1905 год он был членом Совета Лондонского графства, а с 1913 по 1919 год — олдерменом.

## Губернатор Квинсленда
9 апреля 1905 года, после смерти своего отца, он унаследовал титул 3-го барона Челмсфорда, а в июле 1905 года принял его назначение губернатором Квинсленда в Австралии. Прибыл в Брисбен и был приведен к присяге 20 ноября. 26 июня 1906 года Челмсфорд был возведен в ранг рыцаря-командора орденов Святого Михаила и Святого Георгия. Его президентский срок был отмечен конфликтом между Законодательным советом и Законодательным ассамблеей и появлением в нижней палате трех партий, разделенных поровну.
После выборов 1907 года Уильям Кидстон, основавший свою собственную партию, стал премьер-министром Квинсленда при поддержке лейбористов. Законодательный совет, который в то время был назначаемой палатой, отклонил законодательные программы Кидстона по избирательной реформе и установлению заработной платы. Затем Кидстон обратился к Челмсфорду с просьбой назначить достаточное количество членов Совета, чтобы провести его законопроект. Челмсфорд отказался на том основании, что у него не было достаточного мандата от народа, чтобы выдвигать такие требования. Кидстон подал в отставку в знак протеста, и Челмсфорд назначил лидера оппозиции Роберта Филпа, который сформировал министерство, которое быстро потерпело поражение в ассамблее. Затем Челмсфорд разрешил Филпу распустить парламент, хотя тот просуществовал всего шесть месяцев. Поскольку Кидстон отказал в поставках, Челмсфорд вмешался и использовал резервные полномочия, чтобы гарантировать, что поставки будут осуществлены до выборов.
Кидстон был возвращен на свой пост на выборах 1908 года. Новое собрание приняло решение, в котором критиковались действия Челмсфорда, и было широко распространено предположение, что он будет отозван. Однако из этого ничего не вышло. Несмотря на признание того, что их представитель допустил ошибку, объявив о роспуске, Министерство по делам колоний и британское правительство остались на стороне Челмсфорда. Срок полномочий Челмсфорда истек сразу после того, как Кидстон ушел из лейбористского правительства и сформировал коалицию с консерваторами Филпа.

## Губернатор Нового Южного Уэльса
В мае 1909 года Челмсфорд принял назначение губернатором Нового Южного Уэльса и был приведен к присяге в Доме правительства 28 мая 1909 года. В отличие от Квинсленда, срок его полномочий был сравнительно стабильным и отличался хорошими отношениями с правительством штата. В начале своего президентского срока Чарльз Уэйд из Партии либеральных реформ являлся премьер-министром.
Однако после выборов 1910 года либералы Уэйда потерпели поражение, и Лейбористской партии Нового Южного УэльсаЛейбористская партия под руководством Джеймса Макгоуэна была приведена к присяге в качестве первого лейбористского правительства штата. Несмотря на свое консервативное происхождение, Челмсфорд смог хорошо поладить с лейбористским правительством. Челмсфорд подружился с генеральным прокурором Уильямом Холманом, с которым их объединяла любовь к музыке, и, как опытный альтист, поощрял камерные концерты в Доме правительства. Он сказал о правительстве: «У меня никогда не было такого состава министров, с которыми было бы так приятно работать. Они тихие, непритязательные и трудолюбивые, и завоевали благосклонность и лояльность своих отделов».
С 21 декабря 1909 года по 27 января 1910 года Челмсфорд исполнял обязанности администратора Содружества, когда генерал-губернатор Австралии граф Дадли находился в отпуске.
С апреля по ноябрь 1911 года Челмсфорд вернулся в Англию в зарубежный отпуск, тем самым избежав серьёзного политического кризиса в Новом Южном Уэльсе. В июле 1911 года два члена Законодательного собрания от лейбористской партии подали в отставку в знак протеста против земельных реформ, тем самым оставив правительство Макгоуэна в меньшинстве в ассамблее. Холман, который занял пост исполняющего обязанности премьер-министра после того, как Макгоуэн также ушел в отпуск (и Челмсфорд, и Макгоуэн присутствовали на коронации короля Георга V), попросил вице-губернатора Нового Южного Уэльсав сэра Уильяма Каллена отложить работу парламента до проведения дополнительных выборов.
Каллен отказался на том основании, что ему не было необходимости действовать, поскольку правительство по-прежнему пользовалось доверием Палаты представителей и что губернатор не имел права распоряжаться по своему усмотрению в этом вопросе. Холмен отклонил это предложение и, когда парламент возобновил работу, подал в отставку вместе со своим министерством и спикером. Холман также отказался посоветовать Каллену обратиться к лидеру оппозиции Уэйду с просьбой сформировать правительство. Тем не менее, Каллен сделал это. Уэйд был осторожен, понимая, что если он согласится, то тоже окажется в меньшинстве. Уэйд сказал Каллену, что согласится только в том случае, если ему будет предоставлено разрешение на расторжение контракта. Каллен не принял это условие, и Уэйд отказался возглавить комиссию. После этого у Каллена не было иного выбора, кроме как переизбрать Холмена и объявить о его роспуске. Холман с трудом удерживался в правительстве, поскольку на дополнительных выборах потерял одно место. Поэтому он попросил члена оппозиционной либеральной партии Генри Уиллиса занять пост спикера.
Несмотря на то, что кризис был предотвращен, Челмсфорд вернулся, чтобы столкнуться с растущими проблемами, связанными с расстановкой сил в назначенном Законодательном совете Нового Южного Уэльса. В совете было всего пять лейбористов из 73, и в результате правительство за первые три года своего правления потеряло 70 % позиций в палате представителей, несмотря на признанную необходимость сотрудничества. Таким образом, в 1912 году Челмсфорд утвердил 11 назначений, в результате чего у лейбористов осталось всего 13 членов из 59. На Макгоуэна оказывалось давление, чтобы он попросил о дополнительных назначениях, чтобы добиться упразднения совета, но у него не было такого намерения делать это. В октябре 1912 года Челмсфорд объявил о своем намерении не баллотироваться на пост губернатора ещё на один срок, что неохотно приняло Министерство по делам колоний, охарактеризовав его как «осторожного, трудолюбивого и популярного».
Будучи масоном, в 1910 году он был избран великим мастером Объединённой великой ложи Нового Южного Уэльса и занимал эту должность до 1913 года. В 1909 году в честь него в Новом Южном Уэльсе была основана масонская ложа Челмсфорд 261. В 1912 году он был посвящен в рыцари Большого креста ордена Святого Михаила и Святого Георгия, став канцлером ордена с 1914 по 1916 год. Срок его полномочий истек, и Челмсфорд вернулся в Англию в марте 1913 года.

## Вице-король Индии

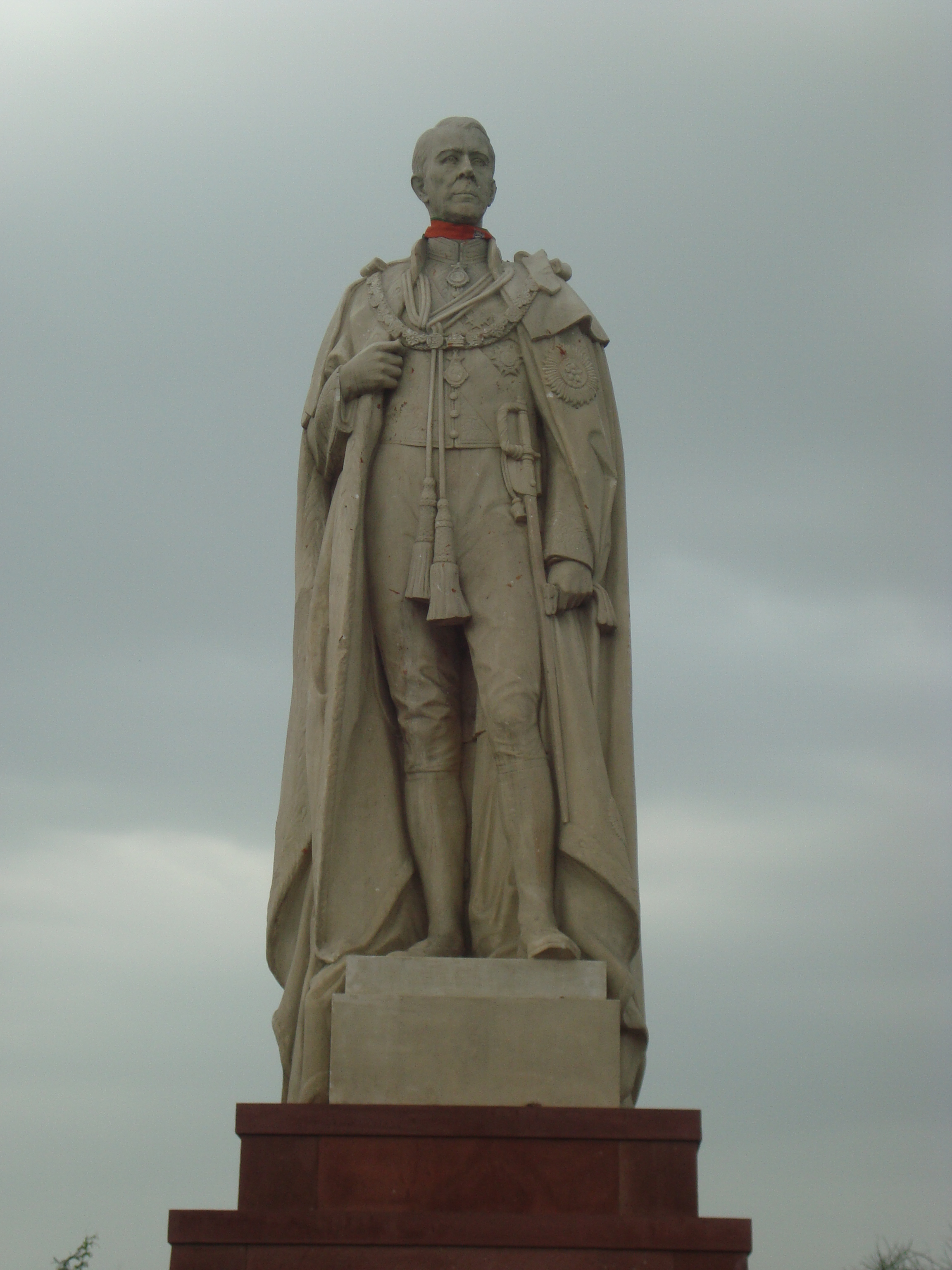
Статуя лорда Челмсфорда в Парк коронации, Дели

После начала Первой мировой войны в 1914 году он вернулся в свой полк и был направлен в Индию. 29 февраля 1916 года он был назначен членом Тайного совета. Быстро продвигаясь по службе, в марте 1916 года он был назначен вице-королем, сменив лорда Хардинга. Будучи вице-королем, он был возведен в ранг рыцаря-гранд-командора ордена Индийской империи и рыцаря-гранд-командора ордена Звезды Индии в 1916 году, а также был великим магистром орденов. 4 декабря 1917 года он был посвящен в рыцари Большого креста ордена Британской империи.
Его пребывание на посту вице-короля ознаменовалось постоянными призывами образованных индийцев к самоуправлению, с которыми Челмсфорд в целом согласился. Он убедил озабоченное Министерство иностранных дел направить государственного секретаря по делам Индии Эдвина Сэмюэля Монтегю для обсуждения возможностей реформ. Вместе они наблюдали за осуществлением реформ Монтегю-Челмсфорда, которые дали больше полномочий местным представительным органам индийцев. Пытаясь провести тонкую грань между реформами и сохранением британского господства над Индией, Челмсфорд принял репрессивные законы о борьбе с терроризмом, несмотря на широкую оппозицию со стороны индийских реформистов. Эти законы вызвали волнения в Пенджабе, кульминацией которых стало введение военного положения в регионе и массовое убийство в Амритсаре генералом Реджинальдом Дайером 13 апреля 1919 года. Челмсфорд изначально поддерживал Дайера и не спешил реагировать на массовое убийство, но после вынесения решения, осуждающего действия Дайера, в конце концов привлек его к дисциплинарной ответственности. Однако индийские националисты сочли, что этого слишком мало, и слишком поздно, и Индийский национальный конгресс бойкотировал первые региональные выборы в 1920 году. В дополнение к этому началась Третья англо-афганская война, и Ганди начал свою первую предвыборную кампанию. По возвращении в Великобританию 15 июня 1921 года он был возведен в ранг виконта как 1-й виконт Челмсфорд из Челмсфорда, графство Эссекс.

## Дальнейшая жизнь и наследие

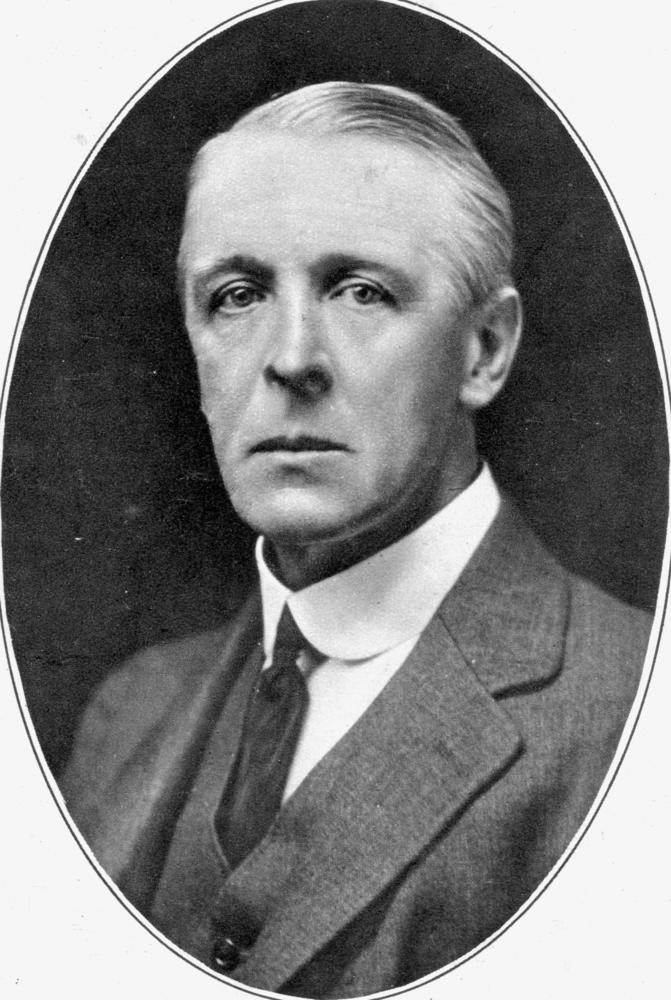
Челмсфорд в качестве Первого лорда Адмиралтейства

В 1924 году, несмотря на то, что Челмсфорд всю жизнь был консерватором, его убедили присоединиться к лейбористскому правительству Рамси Макдональда в 1924 году в качестве Первого лорда Адмиралтейства из-за того, что у лейбористов было мало своих в Палате лордов. Он так и не вступил в партию и согласился только при условии сохранения численности военно-морского флота и отказа от участия в заседаниях кабинета министров политического характера. Он был должным образом приведен к присяге королем Георгом V 23 января 1924 года в Букингемском дворце. Он трижды назначался комиссаром, исполняя обязанности лорда-адмирала, — 1 апреля, 15 августа и 9 октября 1924. Челмсфорд был председателем Комитета по благосостоянию шахтеров в соответствии с Законом о горнодобывающей промышленности от 1920 года и королевской комиссии по просадкам горных пород в 1921 году. 1923-24 годы. После падения правительства в ноябре 1924 года он отошел от политической жизни.
В 1926 году Челмсфорд был назначен генеральным агентом Нового Южного Уэльса в Лондоне. Причиной этого стало то, что во время визита генерального прокурора штата Эдварда Мактирнана в Лондон, чтобы изложить позицию правительства в связи с его спорами с оппозицией губернатора Дадли де Чира по поводу упразднения Законодательного совета, правительству понадобился влиятельный представитель в Лондоне, и премьер-министр от лейбористской партии Джек Лэнг объяснил, что «это было абсолютно необходимо, чтобы государство представлял джентльмен, который был бы в тесном контакте с лондонским финансовым рынком». Он служил до 1928 года.
Он был удостоен почетной степени доктора права Бирмингемского университета в 1927 году, почетной степени доктора гражданского права Колледжа Магдалины Оксфордского университета в 1929 году и звания рыцаря правосудия ордена Святого Иоанна Иерусалимского. Как член организации «Все души», Челмсфорд стал ректором колледжа в 1932 году.
Он был давним масоном и служил великим мастером Великой ложи Квинсленда и Объединенной великой ложи Нового Южного Уэльса и Австралийской столичной территории.

## Семья
Лорд Челмсфорд женился на Фрэнсис Шарлотте Гест (22 марта 1869 — 24 сентября 1957), дочери Айвора Геста, 1-го барона Уимборна, и леди Корнелии Генриетты Марии Спенсер-Черчилл, 27 июля 1894 года в церкви Святого Георгия на Ганноверской площади. У них было шестеро детей:
Достопочтенная Джоан Фрэнсис Вир Тесиджер (1 августа 1895 — 15 мая 1971), вышла замуж за сэра Алана Ласеллса в 1920 году.
Достопочтенный лейтенант Фредерик Айвор Тесиджер (17 октября 1896 — 1 мая 1917) из 87-й бригады королевской полевой артиллерии.
Достопочтенная Энн Молинье Тесиджер (17 декабря 1898 — 10 августа 1973), в 1921 году вышла замуж за Доноу О'Брайена, 16-го барона Инчиквина.
Достопочтенная Бриджит Мэри Тесиджер (7 августа 1900 — 18 июня 1983).
Эндрю Чарльз Джеральд Тесиджер, 2-й виконт Челмсфорд (25 июля 1903 — 27 сентября 1970).
Достопочтенная Маргарет Сент-Клер Сидни Тесиджер (7 мая 1911 — 1 июля 1991).
В 1917 году леди Челмсфорд была удостоена Большого креста ордена Британской империи, а также Императорского ордена Индийской короны.
Лорд Челмсфорд скончался от ишемической болезни сердца 1 апреля 1933 года в возрасте 64 лет. Ему наследовал его младший сын (его старший сын был убит в бою в Месопотамии в 1917 году), и у него остались четыре дочери. После его смерти газета "Брисбенский курьер" отметила, что «вся империя скорбит о потере человека, который превыше всего на свете желал быть истинным слугой народа».
Он был двоюродным братом актёра Эрнеста Тесиджера и дядей исследователя Уилфреда Тесиджера (1910—2003). В фильме 1982 года «Ганди» роль Челмсфорда сыграл сэр Джон Миллс.
В их честь правительство Нового Южного Уэльса в 1910 году запустило новый паром, который стал известен как «Леди Челмсфорд», как паром в гавани Сиднея. «Леди Челмсфорд» продолжал работать в порту до 1971 года, когда был продан. В Мельбурне она работала как круизный ресторан, прежде чем была выведена из эксплуатации и продана в 2005 году. Вновь став рестораном, он затонул у причала в феврале 2008 года, и после длительной борьбы за страховку судно было признано непригодным для спасения и в середине 2011 года затонуло под водой.